# Erythrodiplax lativittata
Erythrodiplax lativittata is een libellensoort uit de familie van de korenbouten (Libellulidae), onderorde echte libellen (Anisoptera).
De wetenschappelijke naam Erythrodiplax lativittata is voor het eerst geldig gepubliceerd in 1942 door Donald J. Borror.